# Список умерших в 971 году
В этой статье представлен список известных людей, умерших в 971 году.
См. также: Категория:Умершие в 971 году

## Июль
- 20 июля — Икмор — один из ближайших сподвижников русского князя Святослава Игоревича

## Дата неизвестна или требует уточнения
- Абу Якуб ас-Сиджистани — исмаилитский миссионер (да’и) персидского происхождения, действовавший на северных и восточных землях Ирана.
- Анемас — сын последнего эмира Крита Абд аль-Азиза, телохранитель императоров.
- Зири ибн Манад — берберский военачальник, основатель династии Зиридов. Убит в битве.
- Калокир — византийский дипломат, сын стратига Херсонеса, патрикий с 967 г., претендент на византийский престол во время русско-византийской войны (970—971) в правление императоров Никифора II Фоки и Иоанна I Цимисхия.
- Кулен — король Албы (Шотландии) (967—971)
- Ар-Рамахурмузи — мухаддис, хафиз, кади, поэт, автор книги «Аль-Мухаддис аль-фасиль байна-р-рави ва-ль-ваи» — наиболее авторитетного труда по хадисоведению
- Улеб Игоревич — предположительно, сын князя Игоря Рюриковича и брат князя Святослава Игоревича
- Абу Джафар аль-Хазин — персидский астроном и математик